# Kenniscentrum ARhus
Kenniscentrum ARhus is de openbare bibliotheek in Roeselare. Naast een ruime collectie boeken en andere bibliotheekmaterialen wordt er ook kennis gedeeld via het organiseren van projecten, workshops, activiteiten. ARhus noemt zichzelf daarom een open kenniscentrum in plaats van enkel een bibliotheek.
Naast de hoofdafdeling op het plein De Munt zijn er ook lokale afdelingen in Rumbeke, Beveren en de Gitsestraat. In ARhus De Munt bevindt zich ook het ARhus Café. 
De letters AR in de naam ARhus verwijzen naar de historische figuur Albrecht Rodenbach en zijn sterfhuis (‘hus’ in het West-Vlaams) dat op een boogscheut van het plein De Munt lag. ARhus refereert ook naar de Griekse mythologische reus Argus met zijn honderd ogen waarvan er nooit meer dan twee tegelijk sliepen, een metafoor voor de niet-aflatende blik die het kenniscentrum op de wereld wil bieden. Tot slot verwijst de naam ook naar de Deense stad Aarhus, waar het culturele mediacentrum Dokk1 een bron van inspiratie vormde voor het Roeselaarse ARhus. 

## Geschiedenis
In 2002 fusioneerden bibliotheek De Vriendschap op de Onze-Lieve-Vrouwemarkt en bibliotheek Albrecht Rodenbach in de Arme Klarenstraat. In de daaropvolgende jaren werd de concrete uitvoering van deze fusie verder uitgewerkt en in 2007 sloten de Stad Roeselare en de Vlaamse regering een stadscontract af voor de ontwikkeling van een ‘nieuwe Openbare Bibliotheek Roeselare als kennis-, informatie- en leercentrum’. Een jaar later, in 2008, werd de vzw Het Portaal opgericht om uitvoering te geven aan deze plannen. 
Voor de realisatie van het nieuwe kenniscentrum werd het gebouw van de vroegere Bank van Roeselare gestript tot op het betonskelet. Alle materialen die het gesloten karakter van de vroegere bank benadrukten (spiegelglas, donkere natuursteen) werden weggehaald. In de plaats werd gekozen voor een open, transparante schil uit glas.
Het nieuwe kenniscentrum opende in het weekend van 21 en 22 februari 2014 officieel de deuren. 